# Шабагіська сільська рада
Шабагі́ська сільська рада (рос. Шабагишский сельский совет) — муніципальне утворення у складі Куюргазинського району Башкортостану, Росія. Адміністративний центр — присілок Шабагіш.

## Населення
Населення — 1218 осіб (2019, 1340 в 2010, 1313 в 2002).

## Склад
До складу поселення входять такі населені пункти:
| Населений пункт         | Населення, осіб (2002) | Населення, осіб (2010) |
| ----------------------- | ---------------------- | ---------------------- |
| Єгор'євка, присілок     | 38                     | 25                     |
| Івановка, присілок      | 63                     | 107                    |
| Канчура, присілок       | 188                    | 185                    |
| Мутал, присілок         | -                      | 4                      |
| Холмогори, присілок     | 130                    | 121                    |
| Холодний Ключ, присілок | 364                    | 317                    |
| Шабагіш, присілок       | 530                    | 581                    |